# 西利韋斯特里夫西克
47°11′0″N 32°1′17″E / 47.18333°N 32.02139°E
西利韋斯特里夫西克（烏克蘭語：Сільвестрівське），是烏克蘭南部的村莊，隸屬尼古拉耶夫州的尼古拉耶夫區。該村始建於1815年，面積0.25平方公里，海拔高度48米，2001年人口42，人口密度每平方公里169.4人。